# Нонан

Скелетна формула н-нонану

Нона́н — насичений вуглеводень, алкан (C9H20), безбарвна рідина. Міститься в нафті природних і попутних нафтових газах, утворюється при крекінгу нафтопродуктів.

## Фізичні властивості
Густина d20
4 — 718 кг/м3;
Температура плавлення -53,519 °C;
Температура кипіння 150,798 °C);
Критична температура 321,5 °C;
Критичний тиск 2,3 МПа;
Показник заломлення n20
D 1,4054;
Октанове число 20;
Тиск пари (в мм рт.ст.): 1 (4 °C); 10 (39,1 °C); 40 (66,3 °C); 100 (87,9 °C); 400 (128,1 °C).
Нонан (в нормальних умовах) — рідина. Практично не розчинний у воді, добре розчинний у неполярних
розчинниках (бензолі). Є гарним розчинником.

## Ізомерія
У нонану виявляється тільки структурна ізомерія. Існує 35 структурних ізомерів з таким числом атомів.
| 1. н-нонан 2. 2-метилоктан 3. 3-метилоктан 4. 4-метилоктан 5. 3-етилгептан 6. 4-етилгептан 7. 2,2-диметилгептан 8. 2,3-диметилгептан 9. 2,4-диметилгептан 10. 2,5-диметилгептан 11. 2,6-диметилгептан 12. 3,3-диметилгептан 13. 3,4-диметилгептан 14. 3,5-диметилгептан 15. 4,4-диметилгептан | 1. 2-метил-3-етилгексан 2. 3-метил-3-етилгексан 3. 4-метил-3-етилгексан 4. 2,2,3-триметилгексан 5. 2,2,4-триметилгексан 6. 2,2,5-триметилгексан 7. 2,3,3-триметилгексан 8. 2,3,4-триметилгексан 9. 2,3,5-триметилгексан 10. 2,4,4-триметилгексан 11. 3,3,4-триметилгексан 12. 3-етил-5-метилгексан 13. 3,3-диетилпентан 14. 2,2-диметил-3-етилпентан 15. 2,3-диметил-3-етилпентан 16. 2,4-диметил-3-етилпентан 17. 2,2,3,3-тетраметилпентан 18. 2,2,3,4-тетраметилпентан 19. 2,2,4,4-тетраметилпентан 20. 2,3,3,4-тетраметилпентан |

## Отримання
1. Розгонка нафти;
2. Гідрування бурого вугілля. Гідрогенізація твердого палива (Див., зокрема, Бергіус).
3. Синтез з окису вуглецю і водню (за реакцією Фішера — Тропша).
4. Дія води на металоорганічні сполуки Li, Na, Mg, Zn:

{\displaystyle \mathrm {C_{9}H_{19}Br+Mg\longrightarrow C_{9}H_{19}MgBr} }
{\displaystyle \mathrm {C_{9}H_{19}MgBr+H_{2}O\longrightarrow C_{9}H_{20}+MgBrOH} }

## Хімічні властивості
Основною хімічною властивістю насичених вуглеводнів, що визначає їхнє використання як палива, є реакція горіння. У разі нестачі кисню замість вуглекислого газу утворюється чадний газ і сажа (залежно від нестачі кисню)
C9H20 + 14O2 → 9CO2 + 10H2O
Крекінг:
{\displaystyle \mathrm {C_{9}H_{20}\longrightarrow C_{5}H_{12}+C_{4}H_{8}} }
Радикальне нітрування за реакцією Коновалова:
C9H19-H + HNO3(розв.) → C9H19-NO2 + H2O
Реакція ізомеризації (в присутності AlCl3):
CH3-(CH2)7-CH3 → CH3-(CH2)2-CH(CH3)-(CH2)3-CH3 (4-метилоктан)
Реакція радикального галогенування:
{\displaystyle \mathrm {C_{9}H_{19}{-}H+Br_{2}\longrightarrow C_{9}H_{19}Br+HBr} }
Ініціювання ланцюга
{\displaystyle \mathrm {Br_{2}\longrightarrow Br^{\bullet }+Br^{\bullet }} }
Розвиток ланцюга
{\displaystyle \mathrm {C_{9}H_{19}{-}H+Br^{\bullet }\longrightarrow C_{9}H_{19}^{\bullet }+HBr} }
{\displaystyle \mathrm {C_{9}H_{19}^{\bullet }+Br_{2}\longrightarrow C_{9}H_{19}Br+Br^{\bullet }} }
Обрив ланцюга
{\displaystyle \mathrm {C_{9}H_{19}^{\bullet }+C_{9}H_{19}^{\bullet }\longrightarrow C_{9}H_{19}{-}C_{9}H_{19}} }
{\displaystyle \mathrm {C_{9}H_{19}^{\bullet }+Br^{\bullet }\longrightarrow C_{9}H_{19}{-}Br} }
{\displaystyle \mathrm {Br^{\bullet }+Br^{\bullet }\longrightarrow Br{-}Br} }